# Henri Benoît Thuan Denis
Henri Benoît Thuan Denis (* 17. August 1880 in Boulogne-sur-Mer; † 25. Juli 1933 in Phuóc-Son, Provinz Quảng Trị, Vietnam) war ein französischer römisch-katholischer Geistlicher und Klostergründer in Vietnam. Er steht am Anfang aller derzeitigen vietnamesischen Zisterzienserklöster.

## Leben und Werk
Henri Denis, der mit acht Jahren seine Mutter verlor, wuchs nach ihrem Tod in Wimille auf. 1892 trat er in das Kleine Seminar in Boulogne ein. Anschließend absolvierte er das Katholische Institut Lille und ab 1900 das Priesterseminar Arras. Von dort wechselte er 1901 in das Seminar der Pariser Mission und wurde am 7. März 1903 zum Priester geweiht.
Die Pariser Mission schickte Henri Denis unmittelbar nach der Weihe nach Annam (nördliches Cochinchina), Erzbistum Huế, wo ihm der Bischof von Hue den vietnamesischen Namen Thuan gab. Thuan bedeutet „Gehorsam“ oder „Zustimmung“. Bis 1913 wurde er in der Pfarrseelsorge eingesetzt. Zwischenzeitlich, von 1903 bis 1908, und danach, von 1913 bis 1918, war er als Lehrer am Kleinen Seminar in An-Ninh (auch „Annith“ geschrieben) eingesetzt. Dort er unterrichtete auch Chinesisch.
1918 erhielt Thuan die Erlaubnis zur Gründung eines Klosters in Phuóc-Son in der Provinz Quảng Trị, nördlich des Flusses Ben Hai. Es war zunächst nicht mehr als eine Hütte. Thuan nannte das Kloster „Unsere Liebe Frau von Annam“ (Notre-Dame d’Annam), später (nach dem Ort der Gründung) Notre-Dame de Phuoc Son („Gebirge des Glücks“). 1920 wurde er eingekleidet und nahm den Ordensnamen Benedictus (französisch: Benoît) an. 1923 folgte die zeitliche Profess in Anwesenheit von Bischof Henri Lécroart SJ (1864–1939) und 1926 die feierliche Profess in Anwesenheit von Bischof Alexandre Paul Marie Chabanon (1873–1936).
Benoît Thuans Bitte um seine Eingliederung in den Trappistenorden wurde abgelehnt. Daraufhin wandte er sich an die Zisterzienser der allgemeinen Observanz. Die Affiliation von Notre-Dame de Phuoc Son in den Zisterzienserorden erlebte er nicht mehr. Sie erfolgte unter seinem Nachfolger Bernard Mendiboure am 21. März 1935, zwei Jahre nach seinem Tod in dem Kloster, das er gegründet hatte.

## Zisterzienserkongregation von der Heiligen Familie
Benoît Thuan selbst kann nicht im strengen Sinn als Zisterzienser bezeichnet werden. Denn er durchlief keine zisterziensische Ausbildung in einem zisterziensischen Kloster und er legte seine Gelübde nicht vor einem Zisterzienserabt ab. Gleichwohl steht seine Klostergründung am Anfang des in Vietnam blühenden zisterziensischen Ordenslebens. Aus seinem Kloster erwuchs die Zisterzienserkongregation von der Heiligen Familie, zu der fünf Abteien, sieben Konventualpriorate und neun abhängige Klöster zählen.

## Seligsprechungsverfahren
Benoît Thuans heroisches und heiligmäßiges Leben gab Anlass zur Eröffnung eines Seligsprechungsverfahrens am 14. Dezember 2018. Postulator ist der Zisterzienser Pierdomenico Volpi. 